# Richard Bond

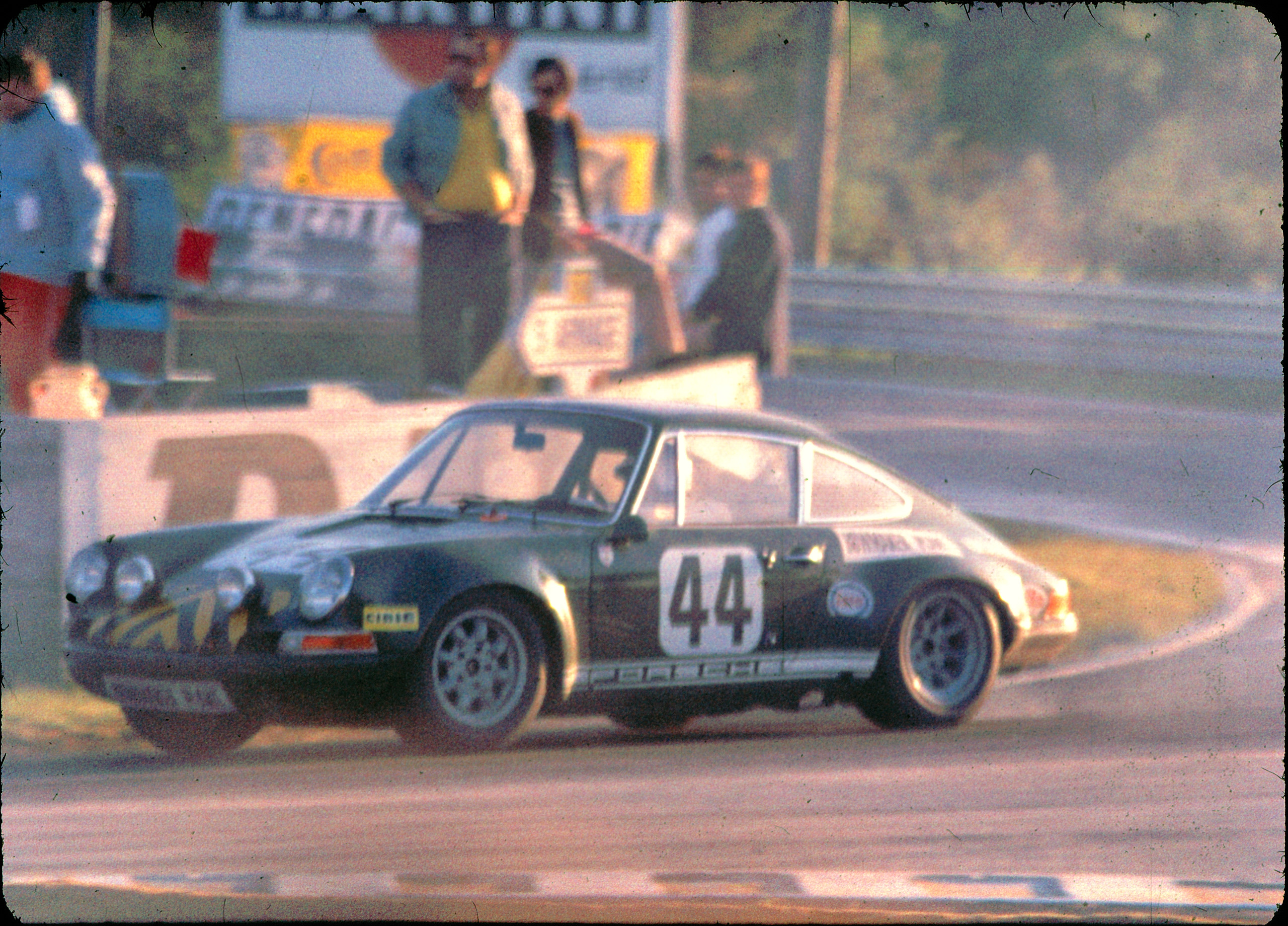
Der Porsche 911S von Paul Vestey und Richard Bond beim 24-Stunden-Rennen von Le Mans 1971

Richard Neville Bond (* 3. September 1939 in Cardiff; † 31. Juli 2011 in London) war ein britischer Automobilrennfahrer.

## Karriere
Richard Bond begann seine Rennkarriere 1964. Seine ersten Erfolge feierte er 1965 bei nationalen Sportwagen in Großbritannien. Das 1000-km-Rennen von Monza 1966 beendete er mit Partner Brian Redman als Neunter der Gesamtwertung; beim 1000-km-Rennen am Nürburgring wurde er gemeinsam mit Mike Spence Zwölfter. Beide Male fuhr er einen Ford GT40.
Richard Bond war in den 1970er-Jahren fünfmal beim 24-Stunden-Rennen von Le Mans am Start. Sein Debüt gab er 1971, als er mit seinem britischen Teamkollegen Paul Vestey einen Porsche 911 S auf den zwölften Platz im Gesamtklassement steuerte. Sein bestes Ergebnis erzielte er 1972, als er mit Derek Bell und Teddy Pilette auf einem Ferrari 365 GTB/4 Achter in der Gesamtwertung wurde.
Er starb im Juli 2011.

## Statistik

### Le-Mans-Ergebnisse
| Jahr | Team                              | Fahrzeug            | Teamkollege         | Teamkollege    | Teamkollege  | Platzierung | Ausfallgrund        |
| ---- | --------------------------------- | ------------------- | ------------------- | -------------- | ------------ | ----------- | ------------------- |
| 1971 | The Paul Watson Race Organisation | Porsche 911S        | Paul Vestey         |                |              | Rang 12     |                     |
| 1972 | Ecurie Francorchamps              | Ferrari 365 GTB4    | Derek Bell          | Teddy Pilette  |              | Rang 8      |                     |
| 1973 | Ecurie Francorchamps              | Ferrari 365 GTB4    | Jean-Claude Andruet |                |              | Rang 20     |                     |
| 1974 | Ecurie Francorchamps              | Porsche Carrera RSR | Hughes de Fierlant  |                |              | Ausfall     | Kupplungsschaden    |
| 1978 | Dorset Racing Organisation        | Lola T294S          | Bob Evans           | Martin Birrane | Richard Down | Ausfall     | gebrochenes Chassis |

### Sebring-Ergebnisse
| Jahr | Team             | Fahrzeug            | Teamkollege     | Teamkollege  | Platzierung | Ausfallgrund |
| ---- | ---------------- | ------------------- | --------------- | ------------ | ----------- | ------------ |
| 1981 | Van Every Racing | Porsche Carrera RSR | Lance Van Every | Ash Tisdelle | Ausfall     | Motorschaden |

### Einzelergebnisse in der Sportwagen-Weltmeisterschaft
| Saison | Team                            | Rennwagen                          | 1   | 2   | 3   | 4   | 5   | 6   | 7   | 8   | 9   | 10  | 11  | 12  | 13  | 14  | 15  | 16  | 17  | 18  | 19  | 20  |
| ------ | ------------------------------- | ---------------------------------- | --- | --- | --- | --- | --- | --- | --- | --- | --- | --- | --- | --- | --- | --- | --- | --- | --- | --- | --- | --- |
| 1965   | Red Rose Motors                 | Jaguar E-Type                      | DAY | SEB | BOL | MON | MON | RTT | TAR | SPA | NÜR | MUG | ROS | LEM | REI | BOZ | FRE | CCE | OVI | NÜR | BRI | BRI |
| 1965   | Red Rose Motors                 | Jaguar E-Type                      |     |     | 11  |     |     |     |     |     |     |     |     |     |     |     |     |     |     |     |     |     |
| 1966   | Nick Cussons Vixen Investments  | Ford GT40                          | DAY | SEB | MON | TAR | SPA | NÜR | LEM | MUG | CCE | HOK | SIM | NÜR | ZEL |     |     |     |     |     |     |     |
| 1966   | Nick Cussons Vixen Investments  | Ford GT40                          |     |     | 9   |     |     | 12  |     |     |     |     |     |     |     |     |     |     |     |     |     |     |
| 1967   | Ted Worswick Peter Sutcliffe    | Austin-Healey 3000 Ford GT40       | DAY | SEB | MON | SPA | TAR | NÜR | LEM | HOK | MUG | BRH | CCE | ZEL | OVI | NÜR |     |     |     |     |     |     |
| 1967   | Ted Worswick Peter Sutcliffe    | Austin-Healey 3000 Ford GT40       |     |     |     |     | 9   |     |     |     |     | 16  |     |     |     |     |     |     |     |     |     |     |
| 1968   | David Prophet Ted Worswick      | Ford GT40 Austin-Healey 3000       | DAY | SEB | BRH | MON | TAR | NÜR | SPA | WAT | ZEL | LEM |     |     |     |     |     |     |     |     |     |     |
| 1968   | David Prophet Ted Worswick      | Ford GT40 Austin-Healey 3000       |     |     | DNF |     | 29  | DNF | 8   |     |     |     |     |     |     |     |     |     |     |     |     |     |
| 1971   | Watson Race Organisation        | Porsche 911                        | BUA | DAY | SEB | BRH | MON | SPA | TAR | NÜR | LEM | ZEL | WAT |     |     |     |     |     |     |     |     |     |
| 1971   | Watson Race Organisation        | Porsche 911                        |     |     |     |     |     | 12  |     |     |     |     |     |     |     |     |     |     |     |     |     |     |
| 1972   | Ecurie Francorchamps            | Ferrari 365 GTB/4                  | BUA | DAY | SEB | BRH | MON | SPA | TAR | NÜR | LEM | ZEL | WAT |     |     |     |     |     |     |     |     |     |
| 1972   | Ecurie Francorchamps            | Ferrari 365 GTB/4                  |     |     |     |     |     | 8   |     |     |     |     |     |     |     |     |     |     |     |     |     |     |
| 1973   | Ecurie Francorchamps            | Ferrari 365 GTB/4                  | DAY | VAL | DIJ | MON | SPA | TAR | NÜR | LEM | ZEL | WAT |     |     |     |     |     |     |     |     |     |     |
| 1973   | Ecurie Francorchamps            | Ferrari 365 GTB/4                  |     |     |     |     | 12  |     |     | 20  |     |     |     |     |     |     |     |     |     |     |     |     |
| 1974   | Ecurie Francorchamps            | Porsche Carrera RSR                | MON | SPA | NÜR | IMO | LEM | ZEL | WAT | LEC | BRH | KYA |     |     |     |     |     |     |     |     |     |     |
| 1974   | Ecurie Francorchamps            | Porsche Carrera RSR                |     |     |     |     | DNF |     |     |     | DNF |     |     |     |     |     |     |     |     |     |     |     |
| 1981   | Every Racing Modena Engineering | Porsche Carrera RSR Ferrari 512 BB | DAY | SEB | MUG | MON | RIV | SIL | NÜR | LEM | PER | DAY | WAT | SPA | MOS | ROA | BRH |     |     |     |     |     |
| 1981   | Every Racing Modena Engineering | Porsche Carrera RSR Ferrari 512 BB |     | DNF |     |     |     | DNF |     |     |     |     |     |     |     |     |     |     |     |     |     |     |